# Бдительный (эсминец, 1906)
«Бдительный» — эскадренный миноносец типа «Инженер-механик Зверев», построенный для усиления Российского флота на Дальнем востоке. До 10 октября 1907 года числился миноносцем. Назван в честь одноимённого миноносца типа «Кит», погибшего в Порт-Артуре.

## Постройка и довоенная служба
Построен на верфи Шихау в Эльбинге. После спуска на воду секретно перевезен в Россию на пароходе. От отправки миноносца во Владивосток отказались из-за окончания военных действий с Японией. 20 октября 1905 года было решено заменить на строившихся миноносцах все 47-мм орудия на одно кормовое 75-мм и установить шесть пулемётов. Для растяжки радиосети на миноносце установили две мачты.
«Бдительный» прошёл капитальный ремонт корпуса и главных механизмов в 1910—1911 годах на заводе акционерного общества «Крейтон и Ко» в Санкт-Петербурге с заменой котлов. После ремонта скорость миноносца была равна 22,8 узлам.
Накануне Первой мировой войны миноносцы типа «Инженер-механик Зверев» свели в третий дивизион Первой минной дивизии.

## Участие в Первой мировой войне
После начала Первой мировой войны «Бдительный» в составе дивизиона обеспечивал и прикрывал минно-заградительные, набеговые действия главных сил флота, эскортировал и осуществлял противолодочную оборону броненосных кораблей, нёс дозорную и конвойную службы.
В 1915-1916 годах прошёл капитальный ремонт.
8 июля 1916 года совместно с эсминцем «Внушительный» во время крейсерства в Ботническом заливе захватил по призовому праву германские пароходы «Вормс» и «Лиссабон».
Участвовал в Февральской революции. 7 ноября 1917 года вошёл в состав Красного Балтийского флота.
14 ноября 1917 года погиб, подорвавшись на германской мине.

27 ноября 1917 года эскадренный миноносец «Бдительный» около 16ч проходил в районе острова Одерн 18-узловым ходом при видимости 4 кабельтовых; временами шел снег, дул ветер силою до 3 баллов.
Наткнувшись на мину (вес заряда 116 кг), поставленную с германской подводной лодки UC-4, миноносец начал тонуть. Взрывом ему оторвало всю носовую часть до командного мостика. Все находившиеся на мостике, вместе с командиром, погибли. Кормовая часть продолжала держаться на плаву, что дало возможность части личного состава спустить для спасения моторную шлюпку и идти на ней под веслами, так как мотор её не работал. Вторая шлюпка, спущенная на воду, быстро затонула, а следующую спустить не удалось, так как она была закреплена найтовами. На корме находились начальник дивизиона, инженер-механик и 20 человек команды, но, когда корма стала тонуть, большинство из них спрыгнуло в воду, имея при себе койки.
К 19 ч прибыл для спасения команды, оставшейся в воде, моторный катер «Линда», но ему не удалось спасти кого-либо, так как к этому времени, закоченев в холодной воде, все погибли.
Из личного состава спаслось только 10 человек, пришедших на шлюпке в Ментилуото.

Итоги. Силою взрыва уничтожило всю носовую часть миноносца, кормовая же часть некоторое время держалась на воде. Погибло 85,7 % личного состава.
Шлюпок было недостаточно, поэтому все офицеры предоставили возможность спастись на них матросам, оставшись на гибнущем судне.